# Ochthebius sculptoides
Ochthebius sculptoides är en skalbaggsart som beskrevs av Perkins 1980. Ochthebius sculptoides ingår i släktet Ochthebius och familjen vattenbrynsbaggar. Inga underarter finns listade i Catalogue of Life.